# Gamma Canis Minoris
Gamma Canis Minoris (γ CMi / Gamma Canis Minoris) è una gigante arancione di magnitudine +4,34, situata nella costellazione del Cane Minore. Dista 398 anni luce dal sistema solare.

## Osservazione
Si tratta di una stella situata nell'emisfero celeste boreale, ma molto in prossimità dell'equatore celeste; ciò comporta che possa essere osservata da tutte le regioni abitate della Terra senza alcuna difficoltà e che sia invisibile soltanto nelle aree più interne del continente antartico. Nell'emisfero nord invece appare circumpolare solo molto oltre il circolo polare artico. La sua magnitudine pari a 4,3 fa sì che possa essere scorta solo con un cielo sufficientemente libero dagli effetti dell'inquinamento luminoso.
Il periodo migliore per la sua osservazione nel cielo serale ricade nei mesi compresi fra dicembre e maggio; da entrambi gli emisferi il periodo di visibilità rimane indicativamente lo stesso, grazie alla posizione della stella non lontana dall'equatore celeste.

## Caratteristiche fisiche
Gamma Canis Minoris si è rivelata essere una binaria spettroscopica: la stella principale del sistema è una gigante arancione con una massa pari a 3 volte quella solare, accompagnata da una stella più debole ancora non ben studiata ma che pare avere un periodo orbitale di 389 giorni ed un semiasse maggiore di quasi 2 UA.
La sua magnitudine assoluta  è di -1,09 e la sua velocità radiale positiva indica che la stella si sta allontanando dal sistema solare.